# История почты и почтовых марок Испании
История почты и почтовых марок Испании, государства в юго-западной Европе на Пиренейском полуострове, восходит к средним векам. Почтовые марки в этой стране эмитируются с 1850 года. Испания является членом Всемирного почтового союза (ВПС; с 1875), а её национальным почтовым оператором выступает компания Correos.

## Развитие почты
1 июля 1875 года Испания стала членом ВПС, а в 1926 году вошла также в число стран — участниц Почтового союза американских государств, Испании и Португалии (UPAEP). 1 октября 1937 года Испанией был введён в обращение американско-испанский ответный купон (исп. Cupón-respuesta americoespañol). Он распространялся в странах этого почтового союза, включая Испанию, до 29 февраля 1956 года.
В современных условиях почтовое дело в стране возложено на компанию Sociedad Estatal Correos y Telégrafos, S. A. (в краткой форме — Correos), которая организационно подчинена Министерству развития Испании.

## Выпуски почтовых марок

### Первые марки
Первые почтовые марки Испании были выпущены 1 января 1850 года. На них была изображена королева Изабелла II. Надписи на марках: «Correos» («Почта»); «Franco» («Оплата»). Название государства указано не было.

### Последующие эмиссии
До 1856 года ежегодно происходила смена почтовых марок, но название государства на них не указывалось. Лишь в 1862 году впервые на испанских почтовых миниатюрах появилось название España («Испания»), тем не менее марки без указания названия страны появлялись до 1930 года.
Первые испанские памятные марки увидели свет в 1905 году.

## Другие виды почтовых марок
Помимо стандартных и памятных марок в Испании в разное время эмитировались авиапочтовые, служебные, почтово-налоговые (различного назначения) марки, марки спешной почты (экспрессные), подводной почты, освобождения от почтового сбора (1869—1938), почтовых переводов.

### Служебные
В 1854—1931 годах в Испании издавались служебные марки. Некоторые служебные марки, в частности, марки 1916 года были предназначены для депутатов кортесов и сенаторов. Они не имели номинала и были бесплатными.

### Марки спешной почты
Выпуск марок спешной почты (экспрессных) в Испании начался с 1905 года. Надпись на марках спешной почты гласила: «Correspondencia urgente» («Спешная корреспонденция»). Всего в период с 1850 по 1963 год вышли 32 таких марки.

### Марки подводной почты
В 1938 году в стране были выпущены марки подводной почты, а также почтовый блок, который также является первым почтовым блоком Испании.

### Переводные
Марки для почтовых переводов, или переводные марки, были в обращении в 1911—1920 годах. Надпись на них гласила: «Giro» («Перевод»). Всего было выпущено пять подобных марок.

### Военно-налоговые
Надпись на военно-налоговых марках: «Impuesto de Guerra» («Военный налог»). С 1850 по 1963 год было эмитировано 33 таких марки.

## Оккупационные выпуски

### Страна Басков и Наварра
Во время оккупации Страны Басков и Наварры (с административным центром в Бильбао) войсками карлистов, поддерживавших претендента на королевский престол дона Карлоса Младшего, в 1873—1875 годах эмитировались марки оригинального рисунка. Всего в почтовом обращении были 4 почтовые марки.

### Каталония
В период оккупации Каталонии (административный центр — Барселона) карлистскими войсками в 1874—1875 годах в почтовом обращении там появилась почтовая марка с текстом кат. «Cataluna» («Каталония»).

### Валенсия
Во время карлистской оккупации Валенсии (административный центр — Валенсия) в 1874—1875 годах там также вышла почтовая марка с надписью исп. «Valencia» («Валенсия»).

### Астурия
В провинции республиканской Испании Астурии (административный центр — Овьедо) в 1936—1937 годах выпускались почтовые марки. На фискальных марках была помещена надпись «Asturia у Leon» («Астурия и Леон»). На марках также делалась надпечатка слов «Republica Española» («Испанская Республика»). Всего вышло 15 почтовых марок.

### Оккупационные марки Франко
На занятой войсками генерала Франко территории республиканской Испании поступали в обращение собственные почтовые марки. На почтовых марках оригинальных рисунков был помещён текст «Estado español» («Испанское государство») или «España» (Испания). Всего в 1936—1939 годах было эмитировано 70 почтовых марок. С 1939 года эти почтовые марки стали использоваться на всей испанской территории.

## Марки-редкости
В 1851 году стандартная марка номиналом в 2 реала и с портретом королевы Изабеллы II была отпечатана с ошибкой цвета. В настоящее время известно только три экземпляра этой испанской почтовой миниатюры. Детективная история вокруг этой редкой испанской марки разворачивается в венгерской кинокартине «Фальшивая Изабелла» (1968).

## Непочтовые марки
С 1933 года в Испании существовала Ассоциация друзей Советского Союза — массовая организация, выпускавшая свои агитационные и благотворительные марки. В 1937 году этой организацией была выпущена юбилейная серия, посвящённая 20-й годовщине Октябрьской революции 1917 года. Серия состояла из двух марок: с портретом В. И. Ленина, достоинством 10 сентимо и с портретом И. В. Сталина — 20 сентимо.